# Йожени Гранде
„Йоженѝ Грандѐ“ е роман, написан от френския писател Оноре дьо Балзак през 1833 за мизерията, и как тя е завещана от бащата на дъщерята Йожени чрез неудовлетвореното ѝ любовно привличане към нейния братовчед.
Както е обичайно за Балзак, всички герои в романа са представени реалистично. Балзак е замислял своя амбициозен проект, Човешка комедия, когато пише Йожени Гранде, и го инкорпорира в Комедията, като ревизира имената на някои от героите във второто издание.

## Резюме на сюжета
Йожени Гранде се развива във френския град Сомюр. Бащата на Йожени – Феликс – е бивш бъчвар, който забогатява от бизнес начинания и от наследство (наследявайки недвижимите имоти на своята тъща, тъст и баба в една и съща година). Феликс е много алчен и голям скъперник. Той, неговата съпруга, неговата дъщеря и тяхната слугиня Нанон живят в порутена стара къща, който той се скъпи да ремонтира. Неговият банкер де Грасен желае Йожени да се омъжи за сина му Адолф, а адвокатът му Крюшо иска Йожени да се омъжи за племенник му Президент Крюшо де Бонфон, като и двете страни са хвърлили око на наследството на Феликс. Двете семейства постоянно посещават семейство Гранде, за да си спечелят благоразположението на Феликс и играят игри едни срещу други, за да си създадат предимство.
На рождения ден на Йожени през 1819 година, племенникът на Феликс, Шарл Гранде, пристига неочаквано от Париж в техния дом, изпратен от баща си Гийом. Шарл не осъзнава, че баща му е банкрутирал и планира да отнеме собствения си живот. Гийом разкрива това на брат си Феликс в поверително писмо, което Шарл донася.
Шарл е глезен и ленив млад мъж, който има връзка с по-възрастна жена. Новината за разорението и самоубийството на баща му скоро е публикувана във вестниците, и неговият чичо Феликс разкрива проблемите му пред него. Феликс смята, че Шарл ще е бреме и планира да го изпрати отвъд океана, за да натрупа свое собствено богатство. Въпреки това, Йожени и Шарл се влюбват един в друг и се надяват в крайна сметка да се оженят. Тя му дава част от своите собствени пари, бижута и скъпоценности с надеждата да му помогне в неговите търговски начинания.
Междувременно, Феликс измисля план как да спечели от разорението на своя брат. Той обявява на Крюшо де Бонфон, че планира да ликвидира бизнеса на своя брат и по този начин да избегне обявяването на банкрут и по този начин да спаси семейната чест. Крюшо де Бонфон предлага да отиде в Париж, за да предприеме необходимите мерки, в случай че Феликс прати необходимите разходи. Семейство Де Грасен идват на посещение точно, когато те са по средата на разговора, и банкера де Грасен предлага да изпълни офертата купува на Феликс безплатно. Така Феликс приема предложението на Де Грасен вместо това на Крюшо де Бонфон. Бизнесът е ликвидиран и кредиторите получават 46 % отсвоите кредити в замяна на банковите сметки и книжа. Феликс игнорира всички искания за изплащане на остатъка като продава банковите книжа на печалба.
По това време Шарл е предприел своето презокеанско пътуване. Той поверява на Йожени малко позлатено сандъче, което съдържа снимки на неговите родители.
По-късно Феликс побеснява, когато открива, че Йожени е дала своите пари (всичките в златни монети) на Шарл. Това води до заболяване на съпругата му, а дъщеря му става затворница в стаята си. В крайна сметка те се помиряват, а Феликс неохотно се съгласява, че Йожени може да се омъжи за Шарл.
През 1827 Шарл се завръща във Франция. По това време и двамата родители на Йожени са мъртви, обаче Шарл вече не е влюбен в Йожени. Той е забогатял значително от своята търговия, но е станал и крайно покварен. Той се сгодява с дъщерята на един обеднял аристократичен род, за да спечели почетна титла за себе си. Той пише на Йожени, за да ѝ оповести своите планове за сватба и за да прекрати техния годеж. Той също така изпраща и чек, за да изплати парите, които тя му е дала преди неговото заминаване. Сърцето на Йожени е разбито, особено когато тя разбира, че Шарл се е завърнал във Франция един месец преди да ѝ пише. Тя му изпраща обратно сандъчето.
Йожени решава да се обвърже с Крюжо де Бонфон при две условия. Едното е, че тя ще остане девица след сватбата, а другото – че той ще се съгласи да замине за Париж, да действа от нейно име и да изплати останалите дългове на кредиторите на Гийом Гранде. Крюшо де Бонфон извършва окончателното изплащане на кредитите. Това се слючва тъкмо навреме за Шарл, който открива, че неговият бъдещ тъст се противопоставя на обвързването на дъщеря си със сина на банкрутирал човек. Когато Шарл среща Крюшо де Бонфон, той открива, че Йожени в действителност е по-богато то него. По време на краткия му престой в Сомюр, той разбира от състоянието на дома им, че неговите роднине са бедни.
Крюшо де Бонфон се жени за Йожени с надеждата, че ще стане приказно богат. Той обаче умира млад и в края на книгата Йожени е много богата вдовица на тридесет и три, която сега е наследила и богатството на своя съпруг. В края на романа, въпреки че според стандартите на времето тя трябва да е нещастна – бездетна е неомъжена – вместо това тя е доста доволна със своето състояние. Тя се е научила да живее живота по свои собствени правила и също така е научила лицемерието и плиткостта на буржоазията и че нейните най-добри приятели идват от средите на по-ниските слоеве.

## Значими преводи
Фьодор Михайлович Достоевски започва своята кариера с превеждането на книгата на руски през 1843 година.

## Издаване в България
Преди 10 ноември 1989 г. заглавието на книгата в България е превеждано като „Евгения Гранде“, но има преводи и с  „Йожени Гранде“.

## Адаптации
Адаптации за киното:
- 1921 – The Conquering Power – от Rex Ingram - с участието на Alice Terry (Йожени), Rudolph Valentino (Шарл), Ralph Lewis (Бащата), Carrie Daumery (Майката), Bridgetta Clark (госпожа де Грасен)
- 1946 – Eugenia Grandet – от Mario Soldati - с участието на Alida Valli
- 1965 – Eugenie Grandet – от Rex Tucker - с участието на Valerie Gearon (Йожени), Mary Kerridge (госпожа дьо Грасен), Beatrix Lehmann (госпожа Гранде), Jonathan Cecil (Адолф)
- 1993 – Eugénie Grandet, от Jean-Daniel Verhaeghe; с участието на: Alexandra London (Йожени), Jean Carmet (господин Гранде), Dominique Labourier (госпожа Гранде), Claude Jade (Люсиен де Грасен).